# Лептин
Лептин (від дав.-гр. λεπτός — тонкий) — пептидний гормон жирової тканини (адипокін), що діє на рецептори у гіпоталамусі, зменшуючи апетит і збільшуючи термогенез. Разом із інсуліном, гормоном підшлункової залози, належить до молекул, що сигналізують про вміст жирової тканини в організмі. Нестача або зниження чутливості до лептину призводить до ожиріння. До складу лептину входить 167 амінокислот.

## Історія відкриття
Лептин був відкритий 1994 року як продукт гену OB у лабораторних мишей. Тварини гомозиготні за дефектною копією цього гену (генотип ob/ob) постійно проявляли поведінкові та фізіологічні реакції, характерні для стану голодування: у них був підвищений рівень кортизолу в плазмі, неконтрольований апетит, унаслідок якого розвивалось ожиріння, а маса тіла втричі перевищувала нормальну, брак здатності підтримувати тепло тіла, також ці тварини не розмножувались. У мутантних мишей спостерігались деякі симптоми, що нагадували цукровий діабет, вони були інсулінрезистентними. Ін'єкція лептину ob/ob тваринам призводила до зменшення маси тіла, підвищення рухливості та термогенезу.
Пізніше був відкритий другий мишачий ген DB (від англ. diabetic), що відігравав роль у регуляції апетиту. Гомозиготні за мутантним алелем цього гену тварини (db/db) хворіли на ожиріння та діабет. Як з'ясувалось, ген DB кодує рецептор лептину.

## Фізіологічна дія

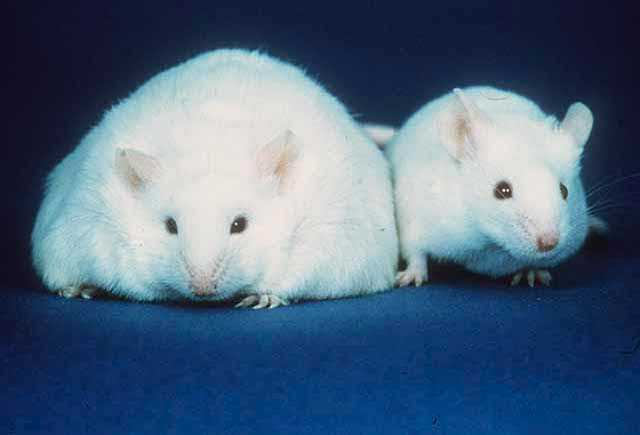
Зліва миша ob/ob, справа — дикий тип

Лептин виділяється жировою тканиною у кров, із якою переноситься до головного мозку, де діє у ділянках, що відповідають за харчову поведінку, а саме в дугоподібному ядрі гіпоталамуса. Основний фізіологічний ефект цього гормону проявляється у зменшенні споживання поживних речовин та збільшенні затрат енергії. Взаємодія лептину із його рецептором у гіпоталамусі стимулює виникнення нервових сигналів до ділянок мозку, що регулюють апетит. Також він активує симпатичну нервову систему, що призводить до збільшення артеріального тиску, частоти серцевих скорочень та термогенезу, що відбувається шляхом роз'єднання процесів клітинного дихання та синтезу АТФ у мітохондріях білої жирової тканини. Внаслідок цього велика кількість енергії, що запасається у формі жирів, може бути перетворена у тепло.
Кількість лептину, що виділяється залежить як від кількості, так і від розміру адипоцитів. Під час голодування кількість лептину в крові зменшується, що призводить до збільшення синтезу нейропептиду Y орексигенними нейронами. Це, своєю чергою, викликає збільшення споживання їжі, а також більш ефективне використання енергії. Зокрема припиняється роз'єднання дихання та синтезу АТФ у мітохондріях, зменшується термогенез і мобілізація жирів. Ймовірно лептинова сигнальна система виникла у тварин не для запобігання надмірного збільшення маси тіла, а саме для пристосування активності та метаболізму до умов голодування. До інших наслідків зменшення кількості цього гормону належить пригнічення виділення тироїдних гормонів, внаслідок чого сповільнюється базальний метаболізм, зменшення рівня статевих гормонів (запобігання розмноженню), активації продукції глюкокортикоїдів. Таким чином, знижуючи енергетичні затрати та підвищуючи використання внутрішніх ресурсів, зменшена концентрація лептину може допомогти тварині пережити періоди нестачі їжі.
Лептин також необхідний для нормального розвитку нервових мереж у гіпоталамусі. За браку цього гормону в мишей під час раннього розвитку мозку ріст нервових закінчень із дугоподібного ядра сповільнюється, при чому уражаються як орексигенні, так і анорексичні шляхи, хоча останні меншою мірою.

## Молекулярний механізм дії
Сигналювання лептину відбувається за посередництва системи, що використовується рецепторами інтерферону та факторів росту, а саме JAK/STAT. Лептиновий рецептор є мономером із одним трансмембранним доменом, ліганд зв'язується із позаклітинними доменами двох таких рецепторів, внаслідок чого відбувається їх димерезиція. Після цього обидва мономери фосфорилюються Янус-кіназою (Janus kinase, JAK) по специфічних залишках тирозину, внаслідок чого останні стають місцями заякорювання трьох білків родини STAT (signal tranducers and activators of transcription) 3, 5 та 6. Приєднані STAT стають субстратами для тих же кіназ JAK і після фосфорилювання димерезуються та мігрують у ядро, де зв'язуються зі специфічними нуклеотидними послідовностями, впливаючи на експресію генів. Зокрема збільшується транскрипція гену проопіомеланокортину, що є попередником анорексигенного пептиду α-MSH (α-меланоцитстимулюючого гормону).
Лептин впливає на синаптичну передачу між нейронами дугопдібного ядра та жировою й іншими тканинами. Зокрема збільшується вивільнення норадреналіну, який у жировій тканині за посередництва β3-адренергічних рецепторів, викликає збільшення експресії гену UCP1, продуктом якого є роз'єднуючий білок мітохондрій термогенін.

## Взаємодія з інсуліном
Лептин збільшує чутливість клітин печінки та м'язів до інсуліну. Одна із гіпотез пояснює такий ефект взаємодією між тирозинкіназами активованими одним гормоном, та тирозинкіназами активованими іншим. Спільні вторинні посередники обидвох шляхів дозволяють лептину запускати деякі із реакцій, стимульованих інсуліном через субстрат-2 інсулінового рецептора (insulin receptor substrate-2, IRS-2) та фосфоінозитид-3-кіназу (phosphoinositide 3-kinase).

## Лептин та ожиріння у людей
Попри те що лептин діє як гормон здатний зменшувати масу тіла, переважно в людей та тварин з ожирінням, його рівень у крові сильно підвищений, а ін'єкції лептину не дають ніякого ефекту. Ймовірно, в цих випадках ушкоджені якісь інші елементи сигнального шляху цього гормону, й організм, безрезультатно намагаючись компенсувати це, підвищує рівень продукції самого лептину.
Тільки у тих рідкісних випадках, коли ожиріння в людей виникає саме внаслідок мутації гену OB його можна успішно лікувати введенням лептину.